# Ondefontaine
Ondefontaine és un municipi francès situat al departament de Calvados i a la regió de Normandia. L'any 2007 tenia 309 habitants.

## Demografia

### Població
El 2007 la població de fet d'Ondefontaine era de 309 persones. Hi havia 124 famílies de les quals 32 eren unipersonals (12 homes vivint sols i 20 dones vivint soles), 36 parelles sense fills, 48 parelles amb fills i 8 famílies monoparentals amb fills.
La població ha evolucionat segons el següent gràfic:
Habitants censats

### Habitatges
El 2007 hi havia 139 habitatges, 121 eren l'habitatge principal de la família, 8 eren segones residències i 10 estaven desocupats. Tots els 138 habitatges eren cases. Dels 121 habitatges principals, 101 estaven ocupats pels seus propietaris, 17 estaven llogats i ocupats pels llogaters i 3 estaven cedits a títol gratuït; 9 tenien dues cambres, 9 en tenien tres, 35 en tenien quatre i 68 en tenien cinc o més. 95 habitatges disposaven pel capbaix d'una plaça de pàrquing. A 53 habitatges hi havia un automòbil i a 63 n'hi havia dos o més.

### Piràmide de població
La piràmide de població per edats i sexe el 2009 era:
| Homes | Edats   | Dones |
| ----- | ------- | ----- |
| 0     | 95 o +  | 0     |
| 0     | 90 a 94 | 0     |
| 0     | 85 a 89 | 0     |
| 0     | 80 a 84 | 4     |
| 0     | 75 a 79 | 0     |
| 12    | 70 a 74 | 0     |
| 20    | 65 a 69 | 24    |
| 12    | 60 a 64 | 8     |
| 8     | 55 a 59 | 12    |
| 12    | 50 a 54 | 8     |
| 8     | 45 a 49 | 12    |
| 8     | 40 a 44 | 8     |
| 16    | 35 a 39 | 16    |
| 8     | 30 a 34 | 4     |
| 4     | 25 a 29 | 4     |
| 4     | 20 a 24 | 4     |
| 4     | 15 a 19 | 12    |
| 8     | 10 a 14 | 8     |
| 28    | 5 a 9   | 8     |
| 0     | 0 a 4   | 4     |

## Economia
El 2007 la població en edat de treballar era de 195 persones, 155 eren actives i 40 eren inactives. De les 155 persones actives 143 estaven ocupades (81 homes i 62 dones) i 12 estaven aturades (7 homes i 5 dones). De les 40 persones inactives 17 estaven jubilades, 10 estaven estudiant i 13 estaven classificades com a «altres inactius».

### Ingressos
El 2009 a Ondefontaine hi havia 122 unitats fiscals que integraven 322 persones, la mediana anual d'ingressos fiscals per persona era de 17.264,5 €.

### Activitats econòmiques
Dels 5 establiments que hi havia el 2007, 3 eren d'empreses de construcció, 1 d'una empresa de comerç i reparació d'automòbils i 1 d'una empresa de serveis.
Dels 5 establiments de servei als particulars que hi havia el 2009, 3 eren fusteries, 1 veterinari i 1 agència de treball temporal.
L'any 2000 a Ondefontaine hi havia 19 explotacions agrícoles que ocupaven un total de 979 hectàrees.

## Poblacions més properes
El següent diagrama mostra les poblacions més properes.